# Там, где цветут эдельвейсы
«Там, где цветут эдельвейсы» — советский кинофильм о пограничниках 1966 года «Казахфильма» режиссёров Ефима Арона и Шарипа Бейсембаева, по сценарию писателя, бывшего пограничника Сергея Мартьянова.
Один из лидеров кинопроката СССР — фильм посмотрели 25,3 млн зрителей за первый год демонстрации, фильм входит в ТОП-10 самых популярных фильмов киностудии «Казахфильм» и является одним из пяти её фильмов преодолевших рубеж в 20 млн зрителей.

## Сюжет
1960-е годы. Высоко в горах пограничная застава Восточного пограничного округа, командир заставы Пётр Соловьев — потомственный пограничник, когда—то в этих горах погибла в бою с басмачами его мать, здесь на заставе её могила. Молодая жена командира — Вера, врач по образованию, тоже служит на заставе. Мирно текут пограничные будни — служба, дежурства, труд, учёба, отдых. Уходят дозорные по узким горным тропам. В этих местах растут прекрасные цветы — эдельвейсы… и однажды цветок становится причиной тревоги, и не сразу выясняется, что она ложная — и через это испытание нервов в период неопределённости смогут пройти не все на этой далёкой заставе.

## В ролях
- Валерий Косенков — Пётр Соловьёв, старший лейтенант, начальник погранзаставы
- Лилия Шарапова — Вера Соловьёва, его жена, врач
- Любовь Калюжная — тётя Дуся
- Кобей Хусаинов — Алдаберген Сүндетбаев, ефрейтор, пограничник
- Валерий Носик — Альберт Пушкарёв, рядовой, пограничник
- Капан Бадыров — Жүнусов, полковник погранслужбы
- Елюбай Умурзаков — Баршимбек
- Галина Чигинская — Варвара Макарова, корреспондентка
- Иван Косых — Иван Громобой, старшина, пограничник
- А. Тарасов — Бубнов, сержант, пограничник
- С. Юджин — Ваня Клевакин, рядовой, пограничник

В эпизодах: К. Бетц , С. Николенко, С. Печорин, С. Сальников, Н. Фомин, В. Глазков.

## Съёмки
Главный военный консультант — генерал-майор М. Меркулов, на тот момент — командующий Восточного пограничного округа ПВ КГБ СССР.
К съёмкам был привлечён личный состав Алма-Атинского высшего пограничного командного училища КГБ.

## Критика
В журнале «Советский экран» (1966) фильм был резко раскритикован как неправдоподобный, при этом к сюжету и сценарию претензий у критика не было:

Я сам не нахожу в сюжете, в его, так сказать, чистом виде, ничего неправдоподобного. Неправдоподобность фильма в том, что с первых кадров перед нами не настоящая застава, а как бы декорация её (хотя съемки были на натуре). Неправда в характерах, в речах, в отношениях героев, так мало напоминающих настоящих, правило, сдержанных, очень разных, но очень интересных людей — наших пограничников. Неправда в самой атмосфере — в лубочно-цветных кадрах, в умильных картинках, так не похожих на суровую жизнь настоящей заставы.
В то же время в казахстанском журнале «Простор» (1966) хотя и отмечалась спорность оценки фильма, он в общем фильм был встречен положительно, однако, работа режиссёра не комментировалась, а работа сценариста и художника-постановщика была названа удачной:

Хотя в оценке этого фильма критика не была единодушна, отмечались положительные и отрицательные стороны, но в целом, фильм удался его постановщикам и сценаристу.